# Frans Haraldsen
Frans Erik Haraldsen (Tyresö, 10 gennaio 1976) è un cantante svedese.

## Biografia
Frans Haraldsen ha conseguito il suo primo ingresso nella Sverigetopplistan col secondo album in studio Le åt det (2010), entrato alla 43ª posizione della classifica. In precedenza, ha fatto uscire l'LP d'esordio Det där hånglet (2006). È poi avvenuta la pubblicazione di Innan vi dör, hey hey hey, terzo disco in studio.

## Discografia
- 2006 – Det där hånglet
- 2010 – Le åt det
- 2012 – Innan vi dör, hey hey hey